# Pereiro (Alcoutim)
Pereiro is een plaats (freguesia) in de Portugese gemeente Alcoutim en telt 287 inwoners (2001).